# Vile (együttes)
A Vile egy amerikai death metal zenekar, mely 1996-ban alakult a kaliforniai Concord városban. Az együttest Colin Davis giáros és Matt "Favor" Faivre basszusgitáros alapította. A formáció egykori Lords of Chaos, Entropy, Sporadic Psychosis és Thanatopsis tagokkal bővült ki. Ma már az eredeti felállásból csak Davis maradt az egyetlen tag.
Első demójuk Unearthed címmel jelent meg 1996-ban, mely három dalt tartalmazott. Ezt egy újabb demó követett a Vile-ation, majd 1999-ben jelent meg debütáló albumuk Stench of the Deceased címmel. Időközben a Listenable kiadótól átszerződtek az Unique Leader-hez, és már itt jelenhetett meg a Depopulate című nagylemezük 2002-ben. Népszerűségüket növelték a Cannibal Corpse, Cephalic Carnage és a Deeds of Flesh társaságában lebonyolított turnék, melyek egyaránt érintették Európát és az Egyesült Államokat.
Utolsó albumuk 2005-ben látott napvilágot The New Age of Chaos címmel. Az albumot a gitáros Colin Davis írta és producelte, mely lemez az együttes elmondása szerint a legérettebb és legemlékezetesebb alkotásuk lett. A korábban is jellemző, technikás death metal mellett black és egyéb extrém metal hatások is felbukkantak a lemezen. Az album az emberiség sorsát befolyásoló háborúkkal és szélsőséges eszmékkel foglalkozik.
Következő albumuk munkálatainak, 2009. január 25-én álltak neki, melyet még az év végén szerettek volna kiadni.

## Jelenlegi tagok
- Colin Davis – gitár
- J. J. Hrubocvak – gitár
- Mike Hrubocvak – ének
- Lance Wright – dob
- Erlend Caspersen – basszusgitár

## Korábbi tagok
- Juan Urteaga - ének
- Aaron Strong - gitár
- Jef Hughell - basszusgitár
- Mike Hampton - dob
- Tyson Jupin - dob[1]

## Diszkográfia
- Vile-ation (demo/1997)
- Unearthed (demo/1996)
- Stench of the Deceased (1999)
- Depopulate (2002)
- The New Age of Chaos (2005)